# 草谷
草谷（くさだん）は、富山県南砺市五箇山地域を流れる河川の一つで、庄川の支流である。流域は旧上平村の西部一帯に位置する。

## 概要
草谷は猿ヶ山、大獅子山、タカンボウ山などの山なみを源流とし、滝谷・脇谷などをあわせて西赤尾集落で庄川に合流する川である。これらの谷を総称して、赤尾谷とも呼ばれる。
草谷の最下流には昭和3年より木橋吊橋（西赤尾橋）が設けられ、昭和54年に新たに竣工されたものが現在まで用いられている。
草谷の流域は平地が少なく水の便が悪かったため、近代まで水田の開拓が進まなかったが、岩瀬十平・十次郎父子(岩瀬家の当主）・道宗竜明（行徳寺住職）らの尽力により開墾が進んだ。大正時代には草谷下流で鉱山の試掘が行われたとの記録もある。

## 主な支流
- 滝谷
- 脇谷